# Comuna Zaporijjea, Petropavlivka
Zaporijjea (în ucraineană Запоріжжя) este o comună în raionul Petropavlivka, regiunea Dnipropetrovsk, Ucraina, formată din satele Kuninova, Rusakove, Sîdorenko și Zaporijjea (reședința).

## Demografie
Componența lingvistică a satului Zaporijjea
     Ucraineană (86,81%)
     Rusă (12,46%)
     Alte limbi (0,34%)
Conform recensământului din 2001, majoritatea populației satului Zaporijjea era vorbitoare de ucraineană (86,81%), existând în minoritate și vorbitori de rusă (12,46%).